# Distrikt Ayacucho
Der Distrikt Ayacucho liegt in der Provinz Huamanga in der Region Ayacucho in Südzentral-Peru. Der Distrikt hat eine Fläche von 71,5 km². Beim Zensus 2017 wurden 99.427 Einwohner gezählt. Die Distriktverwaltung befindet sich in der 2746 m hoch gelegenen Provinz- und Regionshauptstadt Ayacucho (Huamanga) mit 95.371 Einwohnern.

## Geographische Lage
Der Distrikt Ayacucho befindet sich im östlichen Andenhochland im zentralen Norden der Provinz Huamanga.
Der Distrikt Ayacucho grenzt im Südwesten an den Distrikt Socos, im Nordwesten an den Distrikt San José de Ticllas, im äußersten Norden an den Distrikt Pacaycasa, im Osten an die Distrikte Jesús Nazareno, Andrés Avelino Cáceres Dorregaray und San Juan Bautista sowie im Südosten an den Distrikt Carmen Alto.